# Artaxias II
Artaxias II d'Armenia, noto anche semplicemente come Artaxas o Artaches (in armeno Արտաշես Երկրորդ?; fl. I secolo a.C.) fu Re di Armenia della dinastia degli Artassidi e governò sul regno d'Armenia dal 34 a.C. al 20 a.C.
Primogenito del re Artavaside II, succedette al trono quando suo padre, prigioniero ad Alessandria d'Egitto di Marco Antonio e Cleopatra, venne giustiziato dalla regina d'Egitto per derubarlo del suo tesoro reale e del trono destinato a suo figlio Alessandro Elio.
Il regno di questo sovrano artasside fu davvero breve, a causa della avversione di Roma alla sua elezione patrocinata e voluta dagli antichi alleati del regno di Armenia, i Parti. Furono appunto i Parti a proteggere Artaxias da Roma quando i suoi parenti vennero catturati e furono i Parti a spingere i nobili armeni ad eleggerlo come successore di suo padre. 
Fu forse per questo motivo che manifestò una forte avversione per i Romani, al punto da far uccidere qualsiasi cittadino romano si trovasse all'interno dei confini del suo regno non appena rientrato in Armenia come sovrano legittimo.
Per tutta risposta, quando egli inviò degli emissari per chiedere ai Romani il rilascio dei suoi parenti ancora ostaggi di Roma, l'imperatore Ottaviano Augusto declinò con un netto rifiuto.
La scarsa popolarità goduta anche all'interno del regno spinse gli stessi nobili armeni che lo avevano eletto a chiederne la deposizione ad Ottaviano in favore di suo fratello Tigrane, che era stato inviato a Roma da Alessandria d'Egitto.
La richiesta fu accolta favorevolmente da Ottaviano il quale intendeva risolvere la questione armena insediando sul trono un sovrano autoctono fedele a Roma. Per questo motivo che nel 20 a.C. preparò una spedizione capitanata da Tiberio con lo scopo di destituire Artaxias II. Ma al momenti di entrare in Armenia, Tiberio scoprì che Artaxias II era stato assassinato dai suoi stessi congiunti e poté quindi insediare sul trono suo fratello Tigrane senza trovare opposizione alcuna. 
Tigrane fu eletto al trono d'Armenia con il nome di Tigrane III d'Armenia e giurò piena fedeltà a Roma, garantendo il totale controllo romano sulla regione a ridosso dei Parti. Nonostante godesse ancora del titolo di Re dei Re, Tigrane ed il resto dei suoi successori Artassidi furono sotto il pieno controllo di Roma.